# Tour de Drenthe femenino 2016
La 10.ª edición del Tour de Drenthe femenino (oficialmente: Women's WorldTour Ronde van Drenthe 2016) se corrió el 12 de marzo de 2016 sobre un recorrido de 138,3 km con inicio y final en la ciudad de Hoogeveen en los Países Bajos.
La carrera hizo parte del UCI WorldTour Femenino 2016 como competencia de categoría 1.WWT del calendario ciclístico de máximo nivel mundial, siendo la segunda carrera de dicho circuito y fue ganada por la ciclista neerlandesa Chantal Blaak del equipo Boels Dolmans. El podio lo completaron la ciclista australiana Gracie Elvin del equipo Orica-AIS y la ciclista alemana Trixi Worrack del equipo Canyon SRAM Racing.

## Equipos
Tomaron parte en la carrera un total de 22 equipos invitados por la organización, todos ellos de categoría UCI Team Femenino, quienes conformaron un pelotón de 130 ciclistas y de estos terminaron 71.
| Equipos femeninos (22)- Alé Cipollini - Astana Women's - BePink - Boels Dolmans - BTC City Ljubljana - Canyon-SRAM Racing - Cervélo Bigla - Cylance - Hitec Products - Inpa-Bianchi - Lares-Waowdeals Women - Lensworld-Zannata - Liv-Plantur - Lotto Soudal Ladies - Orica-AIS - Parkhotel Valkenburg - Poitou-Charentes.Futuroscope.86 - Rabo Liv Women - Tibco-Silicon Valley Bank - Topsport Vlaanderen-Etixx - UnitedHealthcare - Wiggle High5 |
| |

## Clasificaciones finales
Las clasificaciones finalizaron de la siguiente forma:

### Clasificación general
| \| Clasificación general \| Clasificación general \| Clasificación general \| Clasificación general \| Clasificación general \| \| Ciclista \| Ciclista \| Equipo \| Tiempo \| \| \| --------------------- \| --------------------- \| --------------------- \| --------------------- \| --------------------- \| \| 1.ª \| Chantal Blaak \| Boels Dolmans \| 3 h 36 min 13 s \| \| \| 2.ª \| Gracie Elvin \| Orica-AIS \| + 0 s \| \| \| 3.ª \| Trixi Worrack \| Canyon-SRAM Racing \| + 0 s \| \| \| 4.ª \| Anna van der Breggen \| Rabo Liv Women \| + 0 s \| \| \| 5.ª \| Marta Bastianelli \| Alé Cipollini \| + 1 min 49 s \| \| \| 6.ª \| Shelley Olds \| Cylance \| + 1 min 49 s \| \| \| 7.ª \| Floortje Mackaij \| Liv-Plantur \| + 1 min 49 s \| \| \| 8.ª \| Lauren Kitchen \| Hitec Products \| + 1 min 49 s \| \| \| 9.ª \| Annemiek van Vleuten \| Orica-AIS \| + 1 min 49 s \| \| \| 10.ª \| Leah Kirchmann \| Liv-Plantur \| + 1 min 49 s \| \| |                      |                    |                 |
| |                      |                    |                 |
| Fuente: ProCyclingStats |                      |                    |                 |
| Clasificación general |                      |                    |                 |
| Ciclista | Ciclista             | Equipo             | Tiempo          |
| 1.ª | Chantal Blaak        | Boels Dolmans      | 3 h 36 min 13 s |
| 2.ª | Gracie Elvin         | Orica-AIS          | + 0 s           |
| 3.ª | Trixi Worrack        | Canyon-SRAM Racing | + 0 s           |
| 4.ª | Anna van der Breggen | Rabo Liv Women     | + 0 s           |
| 5.ª | Marta Bastianelli    | Alé Cipollini      | + 1 min 49 s    |
| 6.ª | Shelley Olds         | Cylance            | + 1 min 49 s    |
| 7.ª | Floortje Mackaij     | Liv-Plantur        | + 1 min 49 s    |
| 8.ª | Lauren Kitchen       | Hitec Products     | + 1 min 49 s    |
| 9.ª | Annemiek van Vleuten | Orica-AIS          | + 1 min 49 s    |
| 10.ª | Leah Kirchmann       | Liv-Plantur        | + 1 min 49 s    |

## UCI WorldTour Femenino
El Tour de Drenthe femenino otorga puntos para el UCI WorldTour Femenino 2016, incluyendo a todas las corredoras de los equipos en las categorías UCI Team Femenino. Las siguientes tablas muestran el baremo de puntuación y las 10 corredoras que obtuvieron más puntos:
| Posición   | 1.ª | 2.ª | 3.ª | 4.ª | 5.ª | 6.ª | 7.ª | 8.ª | 9.ª | 10.ª | 11.ª | 12.ª | 13.ª | 14.ª | 15.ª | 16.ª | 17.ª | 18.ª | 19.ª | 20.ª |
| Puntuación | 120 | 100 | 85  | 70  | 60  | 50  | 40  | 35  | 30  | 25   | 20   | 18   | 16   | 14   | 12   | 10   | 8    | 6    | 4    | 2    |

| 1.ª  | Chantal Blaak        | Boels-Dolmans      | 120 |
| 2.ª  | Gracie Elvin         | Orica-AIS          | 100 |
| 3.ª  | Trixi Worrack        | Canyon SRAM Racing | 85  |
| 4.ª  | Anna van der Breggen | Rabobank-Liv Women | 70  |
| 5.ª  | Marta Bastianelli    | Alé Cipollini      | 60  |
| 6.ª  | Shelley Olds         | Cylance            | 50  |
| 7.ª  | Floortje Mackaij     | Liv-Plantur        | 40  |
| 8.ª  | Lauren Kitchen       | Hitec Products     | 35  |
| 9.ª  | Annemiek van Vleuten | Orica-AIS          | 30  |
| 10.ª | Leah Kirchmann       | Liv-Plantur        | 25  |